# Medicine Lodge
Medicine Lodge è una città degli Stati Uniti d'America e capoluogo della Contea di Barber, nello Stato del Kansas.

## Storia
I coloni guidati da un uomo di nome John Hutchinson fondarono la città di Medicine Lodge a nord della confluenza di Elm Creek e il Medicine Lodge River nel febbraio 1873.